# 페르난도 가비리아
페르난도 가비리아 렌돈(스페인어: Fernando Gaviria Rendon, 1994년 8월 19일 ~ )은 콜롬비아의 사이클 선수이다. 현재 UAE 팀 에미레츠 UCI 월드팀 소속으로 활동하고 있다.
2월 27일 경기 끝나고 검역 후 코로나바이러스감염증-19에 감염된 것으로 확인되었다.